# Championnats du monde juniors de patinage artistique 2016
Navigation
Édition précédente Édition suivante
Les Championnats du monde juniors de patinage artistique 2016 ont lieu du 14 au 20 mars 2016 au Főnix Hall de Debrecen en Hongrie.

## Qualifications
Les patineurs sont éligibles à l'épreuve s'ils représentent une nation membre de l'Union internationale de patinage (International Skating Union en anglais) et s'ils ont atteint l'âge de 13 ans et pas encore 19 ans avant le 1er juillet 2015, sauf pour les messieurs qui participent au patinage en couple et à la danse sur glace où l'âge maximum est de 21 ans. Les fédérations nationales sélectionnent leurs patineurs en fonction de leurs propres critères, mais l'Union internationale de patinage exige un score minimum d'éléments techniques (Technical Elements Score en anglais) lors d'une compétition internationale avant les championnats du monde juniors.

### Score minimum d'éléments techniques
L'Union internationale de patinage stipule que les notes minimales doivent être obtenues lors d'une compétition internationale senior reconnue par elle-même au cours de la saison en cours ou précédente. 
| Score minimum d'éléments techniques                                                         | Score minimum d'éléments techniques | Score minimum d'éléments techniques |
| Discipline                                                                                  | Programme court                     | Programme libre                     |
| Messieurs                                                                                   | 20.00                               | 42.00                               |
| Dames                                                                                       | 20.00                               | 35.00                               |
| Couples                                                                                     | 20.00                               | 30.00                               |
| Danse sur glace                                                                             | 18.00                               | 28.00                               |
| ------------------------------------------------------------------------------------------- | ----------------------------------- | ----------------------------------- |
| Les scores des programmes courts et libres peuvent être obtenus à différentes compétitions. |                                     |                                     |

### Nombre d'inscriptions par discipline
Sur la base des résultats des championnats du monde juniors 2015, l'Union internationale de patinage autorise chaque pays à avoir de une à trois inscriptions par discipline.
| Nombre d'inscriptions                                             | Messieurs                                     | Dames                                       | Couples                        | Danse sur glace                |
| ----------------------------------------------------------------- | --------------------------------------------- | ------------------------------------------- | ------------------------------ | ------------------------------ |
| 3                                                                 | Japon Russie                                  | Russie Japon                                | Chine Canada Russie États-Unis | Russie États-Unis Canada       |
| 2                                                                 | Chine États-Unis Lettonie Israël Corée du Sud | Kazakhstan États-Unis Corée du Sud Lettonie | Japon Tchéquie                 | Ukraine France Pologne Hongrie |
| Si non répertorié ci-dessus, une seule inscription est autorisée. |                                               |                                             |                                |                                |

## Podiums
| Épreuves                            | Or                                  | Argent                                | Bronze                            |
| ----------------------------------- | ----------------------------------- | ------------------------------------- | --------------------------------- |
| Messieurs résultats détaillés       | Daniel Samohin                      | Nicolas Nadeau                        | Tomoki Hiwatashi                  |
| Dames résultats détaillés           | Marin Honda                         | Maria Sotskova                        | Wakaba Higuchi                    |
| Couples résultats détaillés         | Anna Dušková / Martin Bidař         | Anastasia Mishina / Vladislav Mirzoev | Ekaterina Borisova / Dmitry Sopot |
| Danse sur glace résultats détaillés | Lorraine McNamara / Quinn Carpenter | Rachel Parsons / Michael Parsons      | Alla Loboda / Pavel Drozd         |

## Tableau des médailles
| Rang  | Nation     | Or | Argent | Bronze | Total |
| ----- | ---------- | -- | ------ | ------ | ----- |
| 1     | États-Unis | 1  | 1      | 1      | 3     |
| 2     | Japon      | 1  | 0      | 1      | 2     |
| 3     | Israël     | 1  | 0      | 0      | 1     |
| 3     | Tchéquie   | 1  | 0      | 0      | 1     |
| 5     | Russie     | 0  | 2      | 2      | 4     |
| 6     | Canada     | 0  | 1      | 0      | 1     |
| Total | Total      | 4  | 4      | 4      | 12    |

## Détails des compétitions

### Messieurs
| 1                                           | Daniel Samohin     | Israël         | 236.65 | 9  | 71.27 | 1  | 165.38 |
| 2                                           | Nicolas Nadeau     | Canada         | 224.76 | 8  | 73.90 | 2  | 150.86 |
| 3                                           | Tomoki Hiwatashi   | États-Unis     | 222.52 | 6  | 74.97 | 3  | 147.55 |
| 4                                           | Aleksandr Samarin  | Russie         | 222.11 | 2  | 80.31 | 5  | 141.80 |
| 5                                           | Vincent Zhou       | États-Unis     | 221.19 | 4  | 77.31 | 4  | 143.88 |
| 6                                           | Dmitri Aliev       | Russie         | 211.18 | 1  | 80.74 | 7  | 130.44 |
| 7                                           | Cha Jun-hwan       | Corée du Sud   | 207.11 | 7  | 74.38 | 6  | 132.73 |
| 8                                           | Deniss Vasiļjevs   | Lettonie       | 204.75 | 3  | 78.78 | 9  | 125.97 |
| 9                                           | Kevin Aymoz        | France         | 197.76 | 5  | 75.53 | 11 | 122.23 |
| 10                                          | Zhang He           | Chine          | 195.70 | 10 | 70.85 | 10 | 124.85 |
| 11                                          | Yaroslav Paniot    | Ukraine        | 189.50 | 15 | 62.56 | 8  | 126.94 |
| 12                                          | Shu Nakamura       | Japon          | 186.22 | 12 | 66.05 | 13 | 120.17 |
| 13                                          | Matteo Rizzo       | Italie         | 182.96 | 11 | 66.79 | 17 | 116.17 |
| 14                                          | Roman Savosin      | Russie         | 181.65 | 13 | 64.00 | 14 | 117.65 |
| 15                                          | Kazuki Tomono      | Japon          | 179.61 | 20 | 58.33 | 12 | 121.28 |
| 16                                          | Jiří Bělohradský   | Tchéquie       | 178.51 | 16 | 61.96 | 16 | 116.55 |
| 17                                          | Yakau Zenko        | Biélorussie    | 174.39 | 22 | 57.67 | 15 | 116.72 |
| 18                                          | Daichi Miyata      | Japon          | 169.19 | 19 | 59.10 | 18 | 110.09 |
| 19                                          | Aleksandr Selevko  | Estonie        | 166.61 | 17 | 60.91 | 20 | 105.70 |
| 20                                          | Chih-I Tsao        | Taipei chinois | 164.25 | 14 | 63.42 | 22 | 100.83 |
| 21                                          | Sondre Oddvoll Bøe | Norvège        | 163.64 | 21 | 57.72 | 19 | 105.92 |
| 22                                          | Nicola Todeschini  | Suède          | 161.15 | 18 | 59.59 | 21 | 101.56 |
| 23                                          | Josh Brown         | Royaume-Uni    | 157.16 | 23 | 57.65 | 23 | 99.51  |
| 24                                          | Irakli Maysuradze  | Géorgie        | 154.41 | 24 | 56.87 | 24 | 97.54  |
| Patineurs éliminés après le programme court |                    |                |        |    |       |    |        |
| 25                                          | Li Tangxu          | Chine          |        | 25 | 53.20 | NC | NC     |
| 26                                          | Nicholas Vrdoljak  | Croatie        |        | 26 | 52.12 | NC | NC     |
| 27                                          | James Min          | Australie      |        | 27 | 51.96 | NC | NC     |
| 28                                          | Héctor Alonso      | Espagne        |        | 28 | 51.41 | NC | NC     |
| 29                                          | Byun Se-jong       | Corée du Sud   |        | 29 | 50.67 | NC | NC     |
| 30                                          | Luc Maierhofer     | Autriche       |        | 30 | 50.27 | NC | NC     |
| 31                                          | Başar Oktar        | Turquie        |        | 31 | 48.65 | NC | NC     |
| 32                                          | Daniyar Adylov     | Kazakhstan     |        | 32 | 47.99 | NC | NC     |
| 33                                          | Roman Galay        | Finlande       |        | 33 | 45.47 | NC | NC     |
| 34                                          | Mark Gorodnitsky   | Israël         |        | 34 | 45.28 | NC | NC     |
| 35                                          | Jakub Kršňák       | Slovaquie      |        | 35 | 43.19 | NC | NC     |
| 36                                          | Glebs Basins       | Lettonie       |        | 36 | 41.93 | NC | NC     |
| 37                                          | Kai Xiang Chew     | Malaisie       |        | 37 | 39.77 | NC | NC     |
| 38                                          | Máté Böröcz        | Hongrie        |        | 38 | 37.16 | NC | NC     |
| Forfait                                     | Catalin Dimitrescu | Allemagne      |        | NC | NC    | NC | NC     |

### Dames

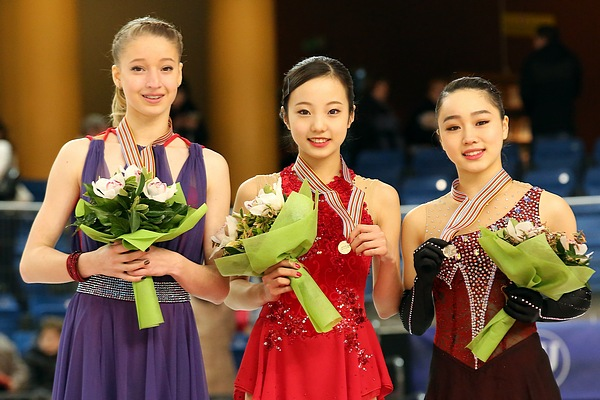
Podium des Dames

| 1                                             | Marin Honda              | Japon          | 192.98 | 2  | 66.11 | 1  | 126.87 |
| 2                                             | Maria Sotskova           | Russie         | 188.72 | 3  | 64.78 | 3  | 123.94 |
| 3                                             | Wakaba Higuchi           | Japon          | 183.73 | 5  | 58.08 | 2  | 125.65 |
| 4                                             | Yuna Shiraiwa            | Japon          | 171.59 | 8  | 56.23 | 5  | 115.36 |
| 5                                             | Elizabet Tursynbaeva     | Kazakhstan     | 170.83 | 14 | 50.11 | 4  | 120.72 |
| 6                                             | Tyler Pierce             | États-Unis     | 167.19 | 7  | 56.56 | 6  | 110.63 |
| 7                                             | Angelīna Kučvaļska       | Lettonie       | 161.29 | 6  | 57.92 | 8  | 103.37 |
| 8                                             | Ivett Tóth               | Hongrie        | 153.70 | 15 | 49.98 | 7  | 103.72 |
| 9                                             | Kim Ha-nul               | Corée du Sud   | 150.36 | 12 | 52.37 | 9  | 97.99  |
| 10                                            | Diāna Ņikitina           | Lettonie       | 149.02 | 10 | 54.59 | 12 | 94.43  |
| 11                                            | Bradie Tennell           | États-Unis     | 147.52 | 4  | 58.56 | 14 | 88.96  |
| 12                                            | Lea Johanna Dastich      | Allemagne      | 143.63 | 18 | 47.67 | 10 | 95.96  |
| 13                                            | Sarah Tamura             | Canada         | 141.32 | 16 | 48.11 | 13 | 93.21  |
| 14                                            | Amy Lin                  | Taipei chinois | 139.14 | 22 | 44.52 | 11 | 94.62  |
| 15                                            | Maisy Hiu Ching Ma       | Hong Kong      | 138.11 | 11 | 52.69 | 15 | 85.42  |
| 16                                            | Anastasia Galustyan      | Arménie        | 137.35 | 9  | 55.80 | 16 | 81.55  |
| 17                                            | Anastasia Hozhva         | Ukraine        | 132.27 | 13 | 50.99 | 18 | 81.28  |
| 18                                            | Kyarha van Tiel          | Pays-Bas       | 127.18 | 17 | 47.94 | 20 | 79.24  |
| 19                                            | Lucrezia Gennaro         | Italie         | 125.25 | 23 | 43.74 | 17 | 81.51  |
| 20                                            | Li Xiangning             | Chine          | 123.94 | 24 | 43.38 | 19 | 80.56  |
| 21                                            | Alizée Crozet            | France         | 120.59 | 21 | 45.34 | 21 | 75.25  |
| 22                                            | Juni Marie Benjaminsen   | Norvège        | 116.63 | 20 | 45.70 | 22 | 70.93  |
| 23                                            | Son Suh-hyun             | Corée du Sud   | 115.41 | 19 | 46.18 | 23 | 69.23  |
| Abandon                                       | Alisa Fedichkina         | Russie         |        | 1  | 66.11 |    |        |
| Patineuses éliminées après le programme court |                          |                |        |    |       |    |        |
| 25                                            | Viveca Lindfors          | Finlande       |        | 25 | 43.19 | NC | NC     |
| 26                                            | Shaline Ruegger          | Suisse         |        | 26 | 42.66 | NC | NC     |
| 27                                            | Natalie Klotz            | Autriche       |        | 27 | 42.25 | NC | NC     |
| 28                                            | Shuran Yu                | Singapour      |        | 28 | 42.21 | NC | NC     |
| 29                                            | Kristina Škuleta-Gromova | Estonie        |        | 29 | 41.68 | NC | NC     |
| 30                                            | Matilda Algotsson        | Suède          |        | 30 | 41.00 | NC | NC     |
| 31                                            | Michaela Du Toit         | Afrique du Sud |        | 31 | 40.86 | NC | NC     |
| 32                                            | Julia Sauter             | Roumanie       |        | 32 | 39.67 | NC | NC     |
| 33                                            | Alexandra Hagarová       | Slovaquie      |        | 33 | 39.07 | NC | NC     |
| 34                                            | Monika Peterka           | Slovénie       |        | 34 | 39.00 | NC | NC     |
| 35                                            | Katie Pasfield           | Australie      |        | 35 | 38.96 | NC | NC     |
| 36                                            | Danielle Harrison        | Royaume-Uni    |        | 36 | 37.59 | NC | NC     |
| 37                                            | Elizaveta Ukolova        | Tchéquie       |        | 37 | 37.57 | NC | NC     |
| 38                                            | Elif Erdem               | Turquie        |        | 38 | 37.39 | NC | NC     |
| 39                                            | Aleksandra Rudolf        | Pologne        |        | 39 | 35.32 | NC | NC     |
| 40                                            | Teodora Markova          | Bulgarie       |        | 40 | 34.50 | NC | NC     |
| 41                                            | Elzbieta Kropa           | Lituanie       |        | 41 | 34.34 | NC | NC     |
| 42                                            | Leonora Colmor Jepsen    | Danemark       |        | 42 | 34.05 | NC | NC     |
| 43                                            | Thita Lamsam             | Thaïlande      |        | 43 | 33.39 | NC | NC     |
| 44                                            | Charlotte Vandersarren   | Belgique       |        | 44 | 32.30 | NC | NC     |
| 45                                            | Maëva Gallarda Rossell   | Espagne        |        | 45 | 29.65 | NC | NC     |
| Forfait                                       | Polina Tsurskaya         | Russie         |        | NC | NC    | NC | NC     |

### Couples
| Rang | Nom                                    | Nation      | Points  | Programme court | Programme court | Programme libre | Programme libre |
| ---- | -------------------------------------- | ----------- | ------- | --------------- | --------------- | --------------- | --------------- |
| 1    | Anna Dušková / Martin Bidař            | Tchéquie    | 181.82  | 1               | 64.71           | 1               | 117.11          |
| 2    | Anastasia Mishina / Vladislav Mirzoev  | Russie      | 172.60  | 2               | 59.50           | 2               | 113.10          |
| 3    | Ekaterina Borisova / Dmitry Sopot      | Russie      | 169.00  | 4               | 58.56           | 3               | 110.44          |
| 4    | Renata Ohanesian / Mark Bardei         | Ukraine     | 155.08  | 3               | 59.30           | 4               | 95.78           |
| 5    | Chelsea Liu / Brian Johnson            | États-Unis  | 147.73  | 5               | 54.12           | 5               | 93.61           |
| 6    | Bianca Manacorda / Niccolò Macii       | Italie      | 141.76  | 7               | 49.80           | 6               | 91.96           |
| 7    | Justine Brasseur / Mathieu Ostiguy     | Canada      | 138.67  | 9               | 48.08           | 7               | 90.59           |
| 8    | Bryn Hoffman / Bryce Chudak            | Canada      | 138.12  | 6               | 52.20           | 10              | 85.92           |
| 9    | Lindsay Weinstein / Jacob Simon        | États-Unis  | 137.58  | 8               | 48.75           | 8               | 88.83           |
| 10   | Joy Weinberg / Maximiliano Fernandez   | États-Unis  | 135.71  | 10              | 47.54           | 9               | 88.17           |
| 11   | Anastasia A. Gubanova / Alexei Sintsov | Russie      | 123.90  | 11              | 45.07           | 11              | 78.83           |
| 12   | Chloe Curtin / Steven Adcock           | Royaume-Uni | 112.68  | 12              | 44.74           | 13              | 67.94           |
| 13   | Gao Yumeng / Li Bowen                  | Chine       | 112.56  | 14              | 42.24           | 12              | 70.32           |
| 14   | Ekaterina Khokhlova / Abish Baytkanov  | Kazakhstan  | 95.31   | 15              | 32.36           | 14              | 62.95           |
| 15   | Hope McLean / Trennt Michaud           | Canada      | Abandon | 13              | 44.05           |                 |                 |

### Danse sur glace
| 1                                               | Lorraine McNamara / Quinn Carpenter            | États-Unis   | 163.65 | 2  | 66.25 | 1  | 97.40 |
| 2                                               | Rachel Parsons / Michael Parsons               | États-Unis   | 162.74 | 1  | 67.88 | 2  | 94.86 |
| 3                                               | Alla Loboda / Pavel Drozd                      | Russie       | 151.19 | 6  | 58.93 | 3  | 92.26 |
| 4                                               | Elliana Pogrebinsky / Alex Benoit              | États-Unis   | 146.83 | 5  | 59.05 | 4  | 87.78 |
| 5                                               | Anastasia Shpilevaya / Grigory Smirnov         | Russie       | 146.55 | 4  | 59.15 | 6  | 87.40 |
| 6                                               | Betina Popova / Yuri Vlasenko                  | Russie       | 146.21 | 7  | 58.56 | 5  | 87.65 |
| 7                                               | Angélique Abachkina / Louis Thauron            | France       | 145.25 | 8  | 58.34 | 7  | 86.91 |
| 8                                               | Marie-Jade Lauriault / Romain Le Gac           | France       | 144.26 | 3  | 59.65 | 8  | 84.61 |
| 9                                               | Mackenzie Bent / Dmitre Razgulajevs            | Canada       | 138.61 | 9  | 56.76 | 9  | 81.85 |
| 10                                              | Sara Ghislandi / Giona Terzo Ortenzi           | Italie       | 131.18 | 12 | 52.19 | 11 | 78.99 |
| 11                                              | Nicole Kuzmich / Alexandr Sinicyn              | Tchéquie     | 128.91 | 14 | 49.08 | 10 | 79.83 |
| 12                                              | Melinda Meng / Andrew Meng                     | Canada       | 128.83 | 10 | 52.60 | 12 | 76.23 |
| 13                                              | Marjorie Lajoie / Zachary Lagha                | Canada       | 128.06 | 11 | 52.57 | 13 | 75.49 |
| 14                                              | Lee Ho-jung / Richard Kang-in Kam              | Corée du Sud | 119.13 | 13 | 50.10 | 14 | 69.03 |
| 15                                              | Anzhelika Yurchenko / Volodymyr Byelikov       | Ukraine      | 112.65 | 15 | 47.66 | 16 | 64.99 |
| 16                                              | Ria Schwendinger / Valentin Wunderlich         | Allemagne    | 109.00 | 17 | 43.87 | 15 | 65.13 |
| 17                                              | Maria Oleynik / Yuri Hulitski                  | Biélorussie  | 106.31 | 16 | 45.02 | 18 | 61.29 |
| 18                                              | Maria Golubtsova / Kirill Belobrov             | Ukraine      | 105.90 | 20 | 42.49 | 17 | 63.41 |
| 19                                              | Rikako Fukase / Aru Tateno                     | Japon        | 102.10 | 19 | 42.63 | 19 | 59.47 |
| 20                                              | Alexandra Borisova / Cezary Zawadzki           | Pologne      | 100.31 | 18 | 42.80 | 20 | 57.51 |
| Couples de danse éliminés après la danse courte |                                                |              |        |    |       |    |       |
| 21                                              | Li Xibei / Xiang Guangyao                      | Chine        |        | 21 | 41.16 | NC | NC    |
| 22                                              | Guostė Damulevičiūtė / Deividas Kizala         | Lituanie     |        | 22 | 39.98 | NC | NC    |
| 23                                              | Villö Marton / Danyil Semko                    | Hongrie      |        | 23 | 38.63 | NC | NC    |
| 24                                              | Ekaterina Fedyushchenko / Lucas Kitteridge     | Royaume-Uni  |        | 24 | 38.12 | NC | NC    |
| 25                                              | Victoria Semenjuk / Artur Gruzdev              | Estonie      |        | 25 | 37.68 | NC | NC    |
| 26                                              | Jenna Hertenstein / Damian Binkowski           | Pologne      |        | 26 | 37.68 | NC | NC    |
| 27                                              | Hannah Grace Cook / Temirlan Yerzhanov         | Kazakhstan   |        | 27 | 37.60 | NC | NC    |
| 28                                              | Kimberly Wei / Illias Fourati                  | Hongrie      |        | 28 | 34.48 | NC | NC    |
| 29                                              | Elizaveta Orlova / Stephano-Valentino Schuster | Autriche     |        | 29 | 32.53 | NC | NC    |
| 30                                              | Matilda Friend / William Badaoui               | Australie    |        | 30 | 31.98 | NC | NC    |
| 31                                              | Yana Bozhilova / Kaloyan Georgiev              | Bulgarie     |        | 31 | 28.27 | NC | NC    |